# Dendronereis arborifera
Dendronereis arborifera är en ringmaskart som beskrevs av Peters 1855. Dendronereis arborifera ingår i släktet Dendronereis och familjen Nereididae. Inga underarter finns listade i Catalogue of Life.